# HD205471
HD205471 — хімічно пекулярна зоря спектрального класу A4, що має видиму зоряну величину в смузі V приблизно  5,7.
Вона  розташована на відстані близько 175,6 світлових років від Сонця.
Дана зоря є компонентою подвійної системи.

## Фізичні характеристики
Зоря HD205471 обертається порівняно повільно навколо своєї осі. Проєкція її екваторіальної швидкості на промінь зору становить  Vsin(i)= 23км/сек.